# دهستان قریه الخیر
دهستان قریه الخیر، یکی از دهستان‌های بخش جنت شهرستان داراب در استان فارس ایران است. مرکز این دهستان، شهر جنت‌شهر است.

## جمعیت
بر پایه سرشماری عمومی نفوس و مسکن در سال ۱۳۹۵، جمعیت
دهستان قریه الخیر برابر با ۸٬۷۸۲ نفر بوده است.